# 国家二级博物馆
国家二级博物馆 （二级博物馆），是中国国家文物局为加强博物馆行业管理，充分发挥博物馆的社会服务功能对中华人民共和国境内所有正式登记、注册并接受年检，具有文物、标本收藏保管、科学研究、陈列展览功能的，对外开放的各类博物馆的等级划分。
国家文物局负责制定博物馆定级评估办法、博物馆定级评估标准等，并对办法、标准等的实施进行监督检查。中国博物馆协会具体负责博物馆定级评估工作，可以委托地方省级博物馆行业组织协助开展相关工作。

## 历史
2008年5月18日国际博物馆日当天，中国国家文物局发布了首批国家一级博物馆名单，并于下半年开展二级博物馆评估定级工作。2009年5月，中国国家文物局发布了首批国家二级博物馆名单。
2013年5月6日，国家文物局公布了第二批国家二级博物馆名单，52家博物馆入选；北京天文馆、抗美援朝纪念馆、中国海军博物馆和厦门华侨博物院四家原国家一级博物馆因评估不达标，被降级为国家二级博物馆。
2018年9月18日，中国博物馆协会公布了第三批国家二级博物馆名单，97家博物馆入选。
2020年12月21日，中国博物馆协会公布第四批国家二级博物馆名单，221家博物馆入选。
2024年8月23日，中国博物馆协会公布第五批国家二级博物馆名单，321家博物馆入选。

## 名单
| 省区名                   | 博物馆 | 批次     |
| ------------------------ | --- | -------- |
| 北京市 （10座）          | 中国电信博物馆 | 第一批   |
| 北京市 （10座）          | 北京古代建筑博物馆 | 第一批   |
| 北京市 （10座）          | 明十三陵博物馆 | 第一批   |
| 北京市 （10座）          | 大钟寺古钟博物馆 | 第一批   |
| 北京市 （10座）          | 孔庙和国子监博物馆 | 第一批   |
| 北京市 （10座）          | 北京南海子麋鹿苑博物馆 | 第四批   |
| 北京市 （10座）          | 中国藏学研究中心西藏文化博物馆                                                                                                   | 第四批   |
| 北京市 （10座）          | 中国传媒大学传媒博物馆 | 第四批   |
| 北京市 （10座）          | 中国化工博物馆 | 第五批   |
| 北京市 （10座）          | 北京民俗博物馆 | 第五批   |
| 天津市 （6座）           | 元明清天妃宫遗址博物馆 | 第一批   |
| 天津市 （6座）           | 天津沉香艺术博物馆 | 第四批   |
| 天津市 （6座）           | 大沽口炮台遗址博物馆 | 第四批   |
| 天津市 （6座）           | 天津市武清区博物馆 | 第四批   |
| 天津市 （6座）           | 天津市滨海新区博物馆（天津市滨海新区文物保护与旅游服务中心、天津市滨海新区塘沽大沽口炮台遗址博物馆、天津市古林古海岸遗迹博物馆） | 第五批   |
| 天津市 （6座）           | 天津市静海区萨马兰奇纪念馆 | 第五批   |
| 河北省 （31座）          | 河北省科学技术馆 | 第一批   |
| 河北省 （31座）          | 河北美术馆 | 第一批   |
| 河北省 （31座）          | 张家口市博物馆 | 第一批   |
| 河北省 （31座）          | 承德避暑山庄博物馆 | 第一批   |
| 河北省 （31座）          | 武强年画博物馆 | 第一批   |
| 河北省 （31座）          | 李大钊故居纪念馆 | 第一批   |
| 河北省 （31座）          | 磁县磁州窑博物馆 | 第一批   |
| 河北省 （31座）          | 一二九师陈列馆 | 第一批   |
| 河北省 （31座）          | 石家庄市博物馆 | 第二批   |
| 河北省 （31座）          | 沧州市博物馆 | 第三批   |
| 河北省 （31座）          | 廊坊博物馆 | 第三批   |
| 河北省 （31座）          | 蔚县博物馆 | 第四批   |
| 河北省 （31座）          | 元中都博物馆 | 第四批   |
| 河北省 （31座）          | 秦皇岛市玻璃博物馆 | 第四批   |
| 河北省 （31座）          | 易县博物馆 | 第四批   |
| 河北省 （31座）          | 保定市中国共产党员日记博物馆 | 第四批   |
| 河北省 （31座）          | 中国人民抗日军政大学陈列馆 | 第四批   |
| 河北省 （31座）          | 临漳县佛造像博物馆 | 第四批   |
| 河北省 （31座）          | 正定县博物馆 | 第五批   |
| 河北省 （31座）          | 迁安市博物馆 | 第五批   |
| 河北省 （31座）          | 北戴河秦行宫遗址博物馆 | 第五批   |
| 河北省 （31座）          | 燕山大学东北亚古丝路文明博物馆                                                                                                   | 第五批   |
| 河北省 （31座）          | 邺城博物馆 | 第五批   |
| 河北省 （31座）          | 磁县北朝考古博物馆 | 第五批   |
| 河北省 （31座）          | 临城县邢窑博物馆 | 第五批   |
| 河北省 （31座）          | 邢窑遗址博物馆 | 第五批   |
| 河北省 （31座）          | 保定直隶总督署博物馆 | 第五批   |
| 河北省 （31座）          | 涿州市博物馆 | 第五批   |
| 河北省 （31座）          | 保定市博物馆 | 第五批   |
| 河北省 （31座）          | 泥河湾博物馆 | 第五批   |
| 河北省 （31座）          | 黄骅市博物馆 | 第五批   |
| 山西省 （22座）          | 山西省艺术博物馆 | 第一批   |
| 山西省 （22座）          | 山西省民俗博物馆 | 第一批   |
| 山西省 （22座）          | 中共太原支部旧址 | 第一批   |
| 山西省 （22座）          | 长治市博物馆 | 第一批   |
| 山西省 （22座）          | 晋城博物馆 | 第一批   |
| 山西省 （22座）          | 河边民俗博物馆 | 第一批   |
| 山西省 （22座）          | 祁县乔家大院民俗博物馆 | 第一批   |
| 山西省 （22座）          | 红军东征纪念馆 | 第一批   |
| 山西省 （22座）          | 榆社县化石博物馆 | 第一批   |
| 山西省 （22座）          | 吕梁汉画像石博物馆 | 第一批   |
| 山西省 （22座）          | 盐湖区博物馆 | 第四批   |
| 山西省 （22座）          | 太原市博物馆 | 第四批   |
| 山西省 （22座）          | 中国雕塑博物馆 | 第四批   |
| 山西省 （22座）          | 阳泉市博物馆 | 第四批   |
| 山西省 （22座）          | 曲沃县晋国博物馆 | 第四批   |
| 山西省 （22座）          | 晋商博物院 | 第五批   |
| 山西省 （22座）          | 晋中市博物馆 | 第五批   |
| 山西省 （22座）          | 平遥县文涛坊古兵器博物馆 | 第五批   |
| 山西省 （22座）          | 忻州市博物馆 | 第五批   |
| 山西省 （22座）          | 山西吕梁山革命博物馆 | 第五批   |
| 内蒙古自治区 （17座）    | 通辽市博物馆 | 第一批   |
| 内蒙古自治区 （17座）    | 绥远城将军衙署 | 第一批   |
| 内蒙古自治区 （17座）    | 鄂尔多斯青铜器博物馆 | 第一批   |
| 内蒙古自治区 （17座）    | 阿拉善博物馆 | 第二批   |
| 内蒙古自治区 （17座）    | 呼伦贝尔民族博物院 | 第二批   |
| 内蒙古自治区 （17座）    | 巴林右旗博物馆 | 第三批   |
| 内蒙古自治区 （17座）    | 兴安盟博物馆 | 第四批   |
| 内蒙古自治区 （17座）    | 内蒙古史前文化博物馆 | 第四批   |
| 内蒙古自治区 （17座）    | 内蒙古河套文化博物院 | 第四批   |
| 内蒙古自治区 （17座）    | 巴林左旗辽上京博物馆 | 第四批   |
| 内蒙古自治区 （17座）    | 内蒙古斯琴塔娜艺术博物馆 | 第五批   |
| 内蒙古自治区 （17座）    | 和林格尔县盛乐博物馆 | 第五批   |
| 内蒙古自治区 （17座）    | 敕勒川博物馆 | 第五批   |
| 内蒙古自治区 （17座）    | 宁城县辽中京博物馆（宁城县文物保护中心）                                                                                         | 第五批   |
| 内蒙古自治区 （17座）    | 红山文化博物馆 | 第五批   |
| 内蒙古自治区 （17座）    | 乌兰察布市博物馆（乌兰察布市义物保护中心）                                                                                       | 第五批   |
| 内蒙古自治区 （17座）    | 锡林郭勒博物馆（锡林郭勒盟文物考古保护研究中心）                                                                                 | 第五批   |
| 辽宁省 （19座）          | 张氏帅府博物馆 | 第一批   |
| 辽宁省 （19座）          | 旅顺日俄监狱旧址博物馆 | 第一批   |
| 辽宁省 （19座）          | 锦州市博物馆 | 第二批   |
| 辽宁省 （19座）          | 沈阳新乐遗址博物馆 | 第二批   |
| 辽宁省 （19座）          | 鞍钢集团博物馆 | 第三批   |
| 辽宁省 （19座）          | 鞍山市博物馆 | 第三批   |
| 辽宁省 （19座）          | 沈阳工业博物馆 | 第四批   |
| 辽宁省 （19座）          | 辽宁古生物博物馆 | 第四批   |
| 辽宁省 （19座）          | 抚顺市雷锋纪念馆 | 第四批   |
| 辽宁省 （19座）          | 辽沈战役纪念馆 | 第四批   |
| 辽宁省 （19座）          | 大连市世纪留声音乐文化博物馆 | 第五批   |
| 辽宁省 （19座）          | 辽宁天巳历史博物馆 | 第五批   |
| 辽宁省 （19座）          | 沈阳金融博物馆（沈阳会计博物馆）                                                                                                 | 第五批   |
| 辽宁省 （19座）          | 大连金州博物馆 | 第五批   |
| 辽宁省 （19座）          | 抚顺平顶山惨案纪念馆 | 第五批   |
| 辽宁省 （19座）          | 营口市博物馆 | 第五批   |
| 辽宁省 （19座）          | 辽阳博物馆（辽阳市文物保护中心）                                                                                                 | 第五批   |
| 辽宁省 （19座）          | 赵尚志纪念馆 | 第五批   |
| 吉林省 （8座）           | 延边朝鲜族自治州博物馆 | 第一批   |
| 吉林省 （8座）           | 白城市博物馆 | 第二批   |
| 吉林省 （8座）           | 东北师范大学东北民族民俗博物馆                                                                                                   | 第四批   |
| 吉林省 （8座）           | 白山市长白山满族文化博物馆 | 第四批   |
| 吉林省 （8座）           | 吉林省中医药博物馆 | 第五批   |
| 吉林省 （8座）           | 长春市文庙博物馆 | 第五批   |
| 吉林省 （8座）           | 吉林市满族博物馆 | 第五批   |
| 吉林省 （8座）           | 集安市博物馆 | 第五批   |
| 黑龙江省 （24座）        | 哈尔滨建筑艺术馆 | 第一批   |
| 黑龙江省 （24座）        | 齐齐哈尔市博物馆 | 第一批   |
| 黑龙江省 （24座）        | 大兴安岭资源馆 | 第一批   |
| 黑龙江省 （24座）        | 伊春市博物馆 | 第二批   |
| 黑龙江省 （24座）        | 侵华日军虎头要塞博物馆 | 第二批   |
| 黑龙江省 （24座）        | 佳木斯市博物馆 | 第三批   |
| 黑龙江省 （24座）        | 黑龙江流域博物馆 | 第三批   |
| 黑龙江省 （24座）        | 北安庆华军事工业遗址博物馆 | 第三批   |
| 黑龙江省 （24座）        | 哈尔滨市阿城金上京历史博物馆 | 第三批   |
| 黑龙江省 （24座）        | 中国（哈尔滨）森林博物馆 | 第四批   |
| 黑龙江省 （24座）        | 哈尔滨世纪汽车历史博物馆 | 第四批   |
| 黑龙江省 （24座）        | 鸡西市博物馆 | 第四批   |
| 黑龙江省 （24座）        | 伊春森林博物馆 | 第四批   |
| 黑龙江省 （24座）        | 望奎县满族博物馆 | 第四批   |
| 黑龙江省 （24座）        | 黑河知青博物馆 | 第四批   |
| 黑龙江省 （24座）        | 黑河旅俄华侨纪念馆 | 第四批   |
| 黑龙江省 （24座）        | 哈尔滨市博物馆（哈尔滨市文物站）                                                                                                 | 第五批   |
| 黑龙江省 （24座）        | 大庆油田历史陈列馆 | 第五批   |
| 黑龙江省 （24座）        | 黑龙江北方民俗博物馆 | 第五批   |
| 黑龙江省 （24座）        | 哈军工纪念馆 | 第五批   |
| 黑龙江省 （24座）        | 鹤岗市博物馆 | 第五批   |
| 黑龙江省 （24座）        | 汤原县博物馆 | 第五批   |
| 黑龙江省 （24座）        | 五大连池世界地质公园博物馆 | 第五批   |
| 黑龙江省 （24座）        | 嫩江市墨尔根古道驿站博物馆 | 第五批   |
| 上海市 （12座）          | 松江区博物馆 | 第一批   |
| 上海市 （12座）          | 青浦区博物馆 | 第一批   |
| 上海市 （12座）          | 宋庆龄故居纪念馆 | 第一批   |
| 上海市 （12座）          | 上海公安博物馆 | 第一批   |
| 上海市 （12座）          | 上海世博会博物馆 | 第四批   |
| 上海市 （12座）          | 上海儿童博物馆 | 第四批   |
| 上海市 （12座）          | 上海淞沪抗战纪念馆 | 第四批   |
| 上海市 （12座）          | 上海航空科普馆 | 第四批   |
| 上海市 （12座）          | 上海韬奋纪念馆 | 第五批   |
| 上海市 （12座）          | 中共二大会址纪念馆 | 第五批   |
| 上海市 （12座）          | 上海市虹口区中共四大纪念馆 | 第五批   |
| 上海市 （12座）          | 上海犹太难民纪念馆 | 第五批   |
| 江苏省 （40座）          | 南京地质博物馆 | 第一批   |
| 江苏省 （40座）          | 徐州汉兵马俑博物馆 | 第一批   |
| 江苏省 （40座）          | 徐州汉画像石艺术馆 | 第一批   |
| 江苏省 （40座）          | 苏州碑刻博物馆 | 第三批   |
| 江苏省 （40座）          | 南京市江宁区博物馆 | 第四批   |
| 江苏省 （40座）          | 明孝陵博物馆 | 第四批   |
| 江苏省 （40座）          | 无锡市鸿山遗址博物馆 | 第四批   |
| 江苏省 （40座）          | 宜兴陶瓷博物馆 | 第四批   |
| 江苏省 （40座）          | 常州市武进区博物馆（常州市武进区淹城博物馆）                                                                                     | 第四批   |
| 江苏省 （40座）          | 苏州戏曲博物馆（中国昆曲博物馆、苏州评弹博物馆）                                                                                 | 第四批   |
| 江苏省 （40座）          | 吴江博物馆 | 第四批   |
| 江苏省 （40座）          | 太仓市博物馆 | 第四批   |
| 江苏省 （40座）          | 张家港博物馆（长江文化博物馆）                                                                                                   | 第四批   |
| 江苏省 （40座）          | 仪征市博物馆 | 第四批   |
| 江苏省 （40座）          | 兴化市博物馆 | 第四批   |
| 江苏省 （40座）          | 南京历代云锦博物馆 | 第五批   |
| 江苏省 （40座）          | 邳州市博物馆 | 第五批   |
| 江苏省 （40座）          | 新四军江南指挥部纪念馆 | 第五批   |
| 江苏省 （40座）          | 茅山新四军纪念馆 | 第五批   |
| 江苏省 （40座）          | 泰兴市博物馆 | 第五批   |
| 江苏省 （40座）          | 泰州市博物馆 | 第五批   |
| 江苏省 （40座）          | 宿迁市博物馆 | 第五批   |
| 江苏省 （40座）          | 南京抗日航空烈士纪念馆 | 第五批   |
| 江苏省 （40座）          | 南京江南丝绸文化博物馆 | 第五批   |
| 江苏省 （40座）          | 孙中山纪念馆 | 第五批   |
| 江苏省 （40座）          | 南京市高淳区博物馆 | 第五批   |
| 江苏省 （40座）          | 徐州圣旨博物馆 | 第五批   |
| 江苏省 （40座）          | 沛县博物馆 | 第五批   |
| 江苏省 （40座）          | 常州市金坛区博物馆 | 第五批   |
| 江苏省 （40座）          | 常州三杰纪念馆 | 第五批   |
| 江苏省 （40座）          | 溧阳市博物馆 | 第五批   |
| 江苏省 （40座）          | 苏州御窑金砖博物馆 | 第五批   |
| 江苏省 （40座）          | 南通中华慈善博物馆 | 第五批   |
| 江苏省 （40座）          | 如皋市博物馆 | 第五批   |
| 江苏省 （40座）          | 江苏省江海博物馆 | 第五批   |
| 江苏省 （40座）          | 海安市博物馆 | 第五批   |
| 江苏省 （40座）          | 李昌钰刑侦科学博物馆 | 第五批   |
| 江苏省 （40座）          | 东台市博物馆 | 第五批   |
| 江苏省 （40座）          | 镇江焦山碑刻博物馆 | 第五批   |
| 江苏省 （40座）          | 泗洪县博物馆 | 第五批   |
| 浙江省 （35座）          | 杭州南宋官窑博物馆 | 第一批   |
| 浙江省 （35座）          | 胡庆余堂中药博物馆 | 第一批   |
| 浙江省 （35座）          | 湖州市博物馆 | 第一批   |
| 浙江省 （35座）          | 衢州市博物馆 | 第一批   |
| 浙江省 （35座）          | 上虞博物馆 | 第一批   |
| 浙江省 （35座）          | 余姚市河姆渡遗址博物馆 | 第一批   |
| 浙江省 （35座）          | 绍兴鲁迅纪念馆 | 第一批   |
| 浙江省 （35座）          | 余姚博物馆 | 第三批   |
| 浙江省 （35座）          | 宁波帮博物馆 | 第三批   |
| 浙江省 （35座）          | 杭州市萧山区博物馆 | 第三批   |
| 浙江省 （35座）          | 西溪湿地博物馆 | 第三批   |
| 浙江省 （35座）          | 永康市博物馆 | 第三批   |
| 浙江省 （35座）          | 浙江中医药博物馆 | 第四批   |
| 浙江省 （35座）          | 瑞安市博物馆 | 第四批   |
| 浙江省 （35座）          | 文成县博物馆 | 第四批   |
| 浙江省 （35座）          | 安吉县博物馆（安吉生态博物馆、诸乐三艺术馆）                                                                                     | 第四批   |
| 浙江省 （35座）          | 长兴县博物馆 | 第四批   |
| 浙江省 （35座）          | 浙江中鑫艺术博物馆 | 第四批   |
| 浙江省 （35座）          | 金华市博物馆 | 第四批   |
| 浙江省 （35座）          | 台州市博物馆 | 第四批   |
| 浙江省 （35座）          | 台州市黄岩区博物馆 | 第四批   |
| 浙江省 （35座）          | 临海市博物馆 | 第四批   |
| 浙江省 （35座）          | 龙泉市博物馆 | 第四批   |
| 浙江省 （35座）          | 杭州市富阳区博物馆 | 第五批   |
| 浙江省 （35座）          | 浙江省现代陶瓷艺术博物馆 | 第五批   |
| 浙江省 （35座）          | 周尧昆虫博物馆 | 第五批   |
| 浙江省 （35座）          | 奉化博物馆 | 第五批   |
| 浙江省 （35座）          | 浙江华茂艺术教育博物馆 | 第五批   |
| 浙江省 （35座）          | 温州市瓯海区博物馆（温州市瓯海区文物保护管理所）                                                                                 | 第五批   |
| 浙江省 （35座）          | 苍南县博物馆 | 第五批   |
| 浙江省 （35座）          | 嘉善县博物馆（嘉善县文物保护所）                                                                                                 | 第五批   |
| 浙江省 （35座）          | 新昌县博物馆（新昌县文物保护所）                                                                                                 | 第五批   |
| 浙江省 （35座）          | 武义县博物馆 | 第五批   |
| 浙江省 （35座）          | 舟山鸦片战争纪念馆 | 第五批   |
| 浙江省 （35座）          | 景宁畲族自治县畲族博物馆 | 第五批   |
| 安徽省 （18座）          | 寿县博物馆 | 第一批   |
| 安徽省 （18座）          | 新四军军部旧址纪念馆 | 第一批   |
| 安徽省 （18座）          | 淮南市博物馆 | 第二批   |
| 安徽省 （18座）          | 皖西博物馆 | 第二批   |
| 安徽省 （18座）          | 歙县博物馆 | 第三批   |
| 安徽省 （18座）          | 马鞍山市博物馆 | 第三批   |
| 安徽省 （18座）          | 渡江战役纪念馆（安徽名人馆） | 第四批   |
| 安徽省 （18座）          | 肥东县博物馆 | 第四批   |
| 安徽省 （18座）          | 亳州市博物馆 | 第四批   |
| 安徽省 （18座）          | 界首市博物馆 | 第四批   |
| 安徽省 （18座）          | 马鞍山市三国朱然家族墓地博物馆                                                                                                   | 第四批   |
| 安徽省 （18座）          | 芜湖市博物馆 | 第四批   |
| 安徽省 （18座）          | 宣城市博物馆 | 第四批   |
| 安徽省 （18座）          | 铜陵市博物馆 | 第四批   |
| 安徽省 （18座）          | 休宁县状元博物馆 | 第四批   |
| 安徽省 （18座）          | 凤阳县博物馆 | 第五批   |
| 安徽省 （18座）          | 滁州市博物馆 | 第五批   |
| 安徽省 （18座）          | 太和县博物馆（太和县文物保护中心）                                                                                               | 第五批   |
| 福建省 （25座）          | 福建省革命历史纪念馆 | 第一批   |
| 福建省 （25座）          | 福州市博物馆 | 第一批   |
| 福建省 （25座）          | 泉州市博物馆 | 第一批   |
| 福建省 （25座）          | 晋江市博物馆 | 第一批   |
| 福建省 （25座）          | 漳州市博物馆 | 第一批   |
| 福建省 （25座）          | 德化县陶瓷博物馆 | 第一批   |
| 福建省 （25座）          | 福州市长乐区博物馆 | 第二批   |
| 福建省 （25座）          | 上杭县博物馆 | 第二批   |
| 福建省 （25座）          | 龙岩市博物馆 | 第三批   |
| 福建省 （25座）          | 福建省昙石山遗址博物馆 | 第三批   |
| 福建省 （25座）          | 三明市博物馆 | 第三批   |
| 福建省 （25座）          | 毛泽东才溪乡调查纪念馆 | 第三批   |
| 福建省 （25座）          | 福州市林则徐纪念馆 | 第四批   |
| 福建省 （25座）          | 将乐县博物馆 | 第四批   |
| 福建省 （25座）          | 莆田市博物馆 | 第四批   |
| 福建省 （25座）          | 南平市博物馆 | 第四批   |
| 福建省 （25座）          | 福建土楼博物馆 | 第四批   |
| 福建省 （25座）          | 福建省武平县博物馆 | 第四批   |
| 福建省 （25座）          | 船政文化博物馆 | 第五批   |
| 福建省 （25座）          | 福建民俗博物馆 | 第五批   |
| 福建省 （25座）          | 三明市万寿岩遗址博物馆 | 第五批   |
| 福建省 （25座）          | 福建闽越王城博物馆 | 第五批   |
| 福建省 （25座）          | 客家族谱博物馆 | 第五批   |
| 福建省 （25座）          | 福建省长汀县博物馆 | 第五批   |
| 福建省 （25座）          | 霞浦县博物馆 | 第五批   |
| 江西省 （46座）          | 景德镇陶瓷馆 | 第一批   |
| 江西省 （46座）          | 上饶集中营革命烈士纪念馆 | 第一批   |
| 江西省 （46座）          | 宜春市博物馆 | 第三批   |
| 江西省 （46座）          | 婺源博物馆 | 第三批   |
| 江西省 （46座）          | 庐山博物馆 | 第三批   |
| 江西省 （46座）          | 南昌市博物馆 | 第四批   |
| 江西省 （46座）          | 南昌新四军军部旧址陈列馆 | 第四批   |
| 江西省 （46座）          | 南昌金九福钱币博物馆 | 第四批   |
| 江西省 （46座）          | 南昌市中国工艺美术大师博物馆 | 第四批   |
| 江西省 （46座）          | 九江市周敦颐纪念馆 | 第四批   |
| 江西省 （46座）          | 庐山会议旧址纪念馆 | 第四批   |
| 江西省 （46座）          | 江西贤母文化博物馆 | 第四批   |
| 江西省 （46座）          | 修水县黄庭坚纪念馆 | 第四批   |
| 江西省 （46座）          | 德安县博物馆 | 第四批   |
| 江西省 （46座）          | 玉山县博物馆 | 第四批   |
| 江西省 （46座）          | 樟树市博物馆 | 第四批   |
| 江西省 （46座）          | 高安市博物馆（高安元青花博物馆）                                                                                                 | 第四批   |
| 江西省 （46座）          | 靖安县博物馆 | 第四批   |
| 江西省 （46座）          | 吉安县博物馆（吉州窑博物馆） | 第四批   |
| 江西省 （46座）          | 于都县博物馆 | 第四批   |
| 江西省 （46座）          | 中央苏区反“围剿”战争纪念馆 | 第四批   |
| 江西省 （46座）          | 景德镇陶瓷民俗博物馆 | 第四批   |
| 江西省 （46座）          | 景德镇十大瓷厂陶瓷博物馆 | 第四批   |
| 江西省 （46座）          | 景德镇皇窑陶瓷艺术博物馆 | 第四批   |
| 江西省 （46座）          | 鹰潭市博物馆 | 第四批   |
| 江西省 （46座）          | 抚州市博物馆 | 第五批   |
| 江西省 （46座）          | 南昌县博物馆 | 第五批   |
| 江西省 （46座）          | 南昌华南博物馆 | 第五批   |
| 江西省 （46座）          | 南昌市煌上煌酱卤博物馆 | 第五批   |
| 江西省 （46座）          | 景德镇民窑博物馆 | 第五批   |
| 江西省 （46座）          | 乐平市博物馆 | 第五批   |
| 江西省 （46座）          | 景德镇蔡玲玲陶瓷艺术博物馆 | 第五批   |
| 江西省 （46座）          | 景德镇邓希平颜色釉陶瓷艺术博物馆                                                                                                 | 第五批   |
| 江西省 （46座）          | 新余市博物馆 | 第五批   |
| 江西省 （46座）          | 南方红军三年游击战争纪念馆 | 第五批   |
| 江西省 （46座）          | 大余县博物馆 | 第五批   |
| 江西省 （46座）          | 宁都县博物馆 | 第五批   |
| 江西省 （46座）          | 崇义县博物馆 | 第五批   |
| 江西省 （46座）          | 江西省上犹县博物馆 | 第五批   |
| 江西省 （46座）          | 龙南市博物馆（赣南围屋博物馆）                                                                                                   | 第五批   |
| 江西省 （46座）          | 新干县博物馆 | 第五批   |
| 江西省 （46座）          | 永丰县博物馆（欧阳修纪念馆） | 第五批   |
| 江西省 （46座）          | 湘篇革命纪念馆（含三湾改编纪念馆、贺子珍纪念馆）                                                                                 | 第五批   |
| 江西省 （46座）          | 万安县博物馆 | 第五批   |
| 江西省 （46座）          | 抚州市王安石纪念馆 | 第五批   |
| 江西省 （46座）          | 江西鄱阳湖博物馆 | 第五批   |
| 山东省 （84座）          | 齐国故城遗址博物馆 | 第一批   |
| 山东省 （84座）          | 青岛海产博物馆 | 第一批   |
| 山东省 （84座）          | 中国海军博物馆 | 一级降级 |
| 山东省 （84座）          | 东营市历史博物馆 | 第二批   |
| 山东省 （84座）          | 泰安市博物馆 | 第二批   |
| 山东省 （84座）          | 诸城市博物馆 | 第二批   |
| 山东省 （84座）          | 莒县博物馆 | 第二批   |
| 山东省 （84座）          | 孔繁森同志纪念馆 | 第三批   |
| 山东省 （84座）          | 山东临朐山旺古生物化石博物馆 | 第三批   |
| 山东省 （84座）          | 威海市文登区博物馆 | 第三批   |
| 山东省 （84座）          | 济南市历城区博物馆 | 第四批   |
| 山东省 （84座）          | 济南市济阳区博物馆 | 第四批   |
| 山东省 （84座）          | 青岛市民俗博物馆 | 第四批   |
| 山东省 （84座）          | 青岛贝壳博物馆 | 第四批   |
| 山东省 （84座）          | 胶州市博物馆 | 第四批   |
| 山东省 （84座）          | 青岛宝龙美术博物馆 | 第四批   |
| 山东省 （84座）          | 淄博市淄川区三顺民俗陶瓷博物馆                                                                                                   | 第四批   |
| 山东省 （84座）          | 台儿庄大战纪念馆 | 第四批   |
| 山东省 （84座）          | 王学仲艺术馆 | 第四批   |
| 山东省 （84座）          | 滕州市墨子研究博物馆 | 第四批   |
| 山东省 （84座）          | 东营市垦利区博物馆 | 第四批   |
| 山东省 （84座）          | 烟台市福山区王懿荣纪念馆 | 第四批   |
| 山东省 （84座）          | 昌邑市博物馆 | 第四批   |
| 山东省 （84座）          | 寿光市博物馆 | 第四批   |
| 山东省 （84座）          | 高密市博物馆 | 第四批   |
| 山东省 （84座）          | 梁山民俗博物馆 | 第四批   |
| 山东省 （84座）          | 威海市博物馆 | 第四批   |
| 山东省 （84座）          | 荣成博物馆 | 第四批   |
| 山东省 （84座）          | 滨州市沾化区博物馆 | 第四批   |
| 山东省 （84座）          | 博兴县博物馆 | 第四批   |
| 山东省 （84座）          | 聊城市东昌府区博物馆 | 第四批   |
| 山东省 （84座）          | 沂水县博物馆 | 第四批   |
| 山东省 （84座）          | 山东省天宇自然博物馆 | 第四批   |
| 山东省 （84座）          | 临沂天泽木文化博物馆 | 第四批   |
| 山东省 （84座）          | 冀鲁豫边区革命纪念馆 | 第四批   |
| 山东省 （84座）          | 成武县博物馆 | 第四批   |
| 山东省 （84座）          | 青岛市黄岛区青岛滨海学院世界动物自然生态博物馆                                                                                   | 第五批   |
| 山东省 （84座）          | 青岛海尔世界家电博物馆 | 第五批   |
| 山东省 （84座）          | 潍县西方侨民集中营旧址博物馆 | 第五批   |
| 山东省 （84座）          | 济宁市兖州区博物馆 | 第五批   |
| 山东省 （84座）          | 鱼台县博物馆 | 第五批   |
| 山东省 （84座）          | 教师博物馆 | 第五批   |
| 山东省 （84座）          | 东平县博物馆 | 第五批   |
| 山东省 （84座）          | 日照市岚山区博物馆 | 第五批   |
| 山东省 （84座）          | 兰陵县博物馆 | 第五批   |
| 山东省 （84座）          | 山东华侨博物馆 | 第五批   |
| 山东省 （84座）          | 山东眼科博物馆 | 第五批   |
| 山东省 （84座）          | 齐鲁体育文化博物馆 | 第五批   |
| 山东省 （84座）          | 山东威达学生装博物馆 | 第五批   |
| 山东省 （84座）          | 青岛市城阳区博物馆 | 第五批   |
| 山东省 （84座）          | 青岛海右博物馆 | 第五批   |
| 山东省 （84座）          | 青岛葡萄酒博物馆 | 第五批   |
| 山东省 （84座）          | 山东百年课本博物馆 | 第五批   |
| 山东省 （84座）          | 沂源博物馆 | 第五批   |
| 山东省 （84座）          | 淄川博物馆 | 第五批   |
| 山东省 （84座）          | 高青县博物馆 | 第五批   |
| 山东省 （84座）          | 博山陶瓷琉璃艺术博物馆 | 第五批   |
| 山东省 （84座）          | 山东省淄博市博山焦裕禄纪念馆 | 第五批   |
| 山东省 （84座）          | 桓台博物馆 | 第五批   |
| 山东省 （84座）          | 淄博市源一刻瓷艺术博物馆 | 第五批   |
| 山东省 （84座）          | 淄博市起凤田氏骨科博物馆 | 第五批   |
| 山东省 （84座）          | 铁道游击队纪念馆 | 第五批   |
| 山东省 （84座）          | 中共刘集支部旧址纪念馆 | 第五批   |
| 山东省 （84座）          | 黄河三角洲鸟类博物馆 | 第五批   |
| 山东省 （84座）          | 八路军胶东军区机关旧址纪念馆 | 第五批   |
| 山东省 （84座）          | 海阳市博物馆 | 第五批   |
| 山东省 （84座）          | 烟台市牟平区博物馆 | 第五批   |
| 山东省 （84座）          | 临胸县中医药博物馆 | 第五批   |
| 山东省 （84座）          | 寿光蔬菜博物馆 | 第五批   |
| 山东省 （84座）          | 梁山县博物馆 | 第五批   |
| 山东省 （84座）          | 汶上县博物馆 | 第五批   |
| 山东省 （84座）          | 金乡县博物馆 | 第五批   |
| 山东省 （84座）          | 济宁市李白纪念馆 | 第五批   |
| 山东省 （84座）          | 金乡县鲁西南战役纪念馆 | 第五批   |
| 山东省 （84座）          | 陆房突围胜利纪念馆 | 第五批   |
| 山东省 （84座）          | 华东野战军总部旧址暨新四军军部旧址纪念馆                                                                                         | 第五批   |
| 山东省 （84座）          | 临沂岭上砚文化博物馆 | 第五批   |
| 山东省 （84座）          | 莒南县博物馆 | 第五批   |
| 山东省 （84座）          | 冀鲁边区革命纪念馆 | 第五批   |
| 山东省 （84座）          | 德州市苏禄王墓博物馆 | 第五批   |
| 山东省 （84座）          | 临清市博物馆 | 第五批   |
| 山东省 （84座）          | 邹平市博物馆 | 第五批   |
| 山东省 （84座）          | 曹县博物馆 | 第五批   |
| 山东省 （84座）          | 邪城县博物馆 | 第五批   |
| 河南省 （43座）          | 洛阳古代艺术馆 | 第一批   |
| 河南省 （43座）          | 洛阳周王城天子驾六博物馆 | 第一批   |
| 河南省 （43座）          | 鹤壁市博物馆 | 第一批   |
| 河南省 （43座）          | 虢国博物馆 | 第一批   |
| 河南省 （43座）          | 内乡县衙博物馆 | 第一批   |
| 河南省 （43座）          | 新安县千唐志斋博物馆 | 第一批   |
| 河南省 （43座）          | 许昌市博物馆 | 第二批   |
| 河南省 （43座）          | 郑州市大河村遗址博物馆 | 第三批   |
| 河南省 （43座）          | 新郑市博物馆 | 第三批   |
| 河南省 （43座）          | 信阳博物馆 | 第三批   |
| 河南省 （43座）          | 周口市博物馆 | 第三批   |
| 河南省 （43座）          | 驻马店市博物馆 | 第三批   |
| 河南省 （43座）          | 郑州二七纪念馆 | 第三批   |
| 河南省 （43座）          | 巩义市博物馆 | 第三批   |
| 河南省 （43座）          | 洛阳龙门博物馆 | 第三批   |
| 河南省 （43座）          | 三门峡市博物馆 | 第三批   |
| 河南省 （43座）          | 洛阳民俗博物馆 | 第三批   |
| 河南省 （43座）          | 洛阳匾额博物馆 | 第三批   |
| 河南省 （43座）          | 河南省地质博物馆 | 第四批   |
| 河南省 （43座）          | 郑州大象陶瓷博物馆 | 第四批   |
| 河南省 （43座）          | 郑州城外城陶瓷艺术博物馆 | 第四批   |
| 河南省 （43座）          | 八路军驻洛办事处纪念馆 | 第四批   |
| 河南省 （43座）          | 宝丰汝窑博物馆 | 第四批   |
| 河南省 （43座）          | 新乡市博物馆 | 第四批   |
| 河南省 （43座）          | 焦作市博物馆 | 第四批   |
| 河南省 （43座）          | 禹州钧瓷文化博物馆 | 第四批   |
| 河南省 （43座）          | 商丘博物馆 | 第四批   |
| 河南省 （43座）          | 确山竹沟革命纪念馆 | 第四批   |
| 河南省 （43座）          | 兰考县焦裕禄纪念馆 | 第四批   |
| 河南省 （43座）          | 汝州青瓷博物馆 | 第四批   |
| 河南省 （43座）          | 洛阳隋唐大运河文化博物馆 | 第五批   |
| 河南省 （43座）          | 郑州山海碑碟博物馆 | 第五批   |
| 河南省 （43座）          | 郑州大信厨房博物馆 | 第五批   |
| 河南省 （43座）          | 偃师博物馆 | 第五批   |
| 河南省 （43座）          | 洛阳三彩艺术博物馆 | 第五批   |
| 河南省 （43座）          | 洛阳周公庙博物馆 | 第五批   |
| 河南省 （43座）          | 洛阳市隋唐城遗址博物馆 | 第五批   |
| 河南省 （43座）          | 濮阳市博物馆 | 第五批   |
| 河南省 （43座）          | 禹州钧官窑址博物馆（河南古陶瓷博物馆、河南钧瓷博物馆）                                                                           | 第五批   |
| 河南省 （43座）          | 深河市德泽陶瓷博物馆 | 第五批   |
| 河南省 （43座）          | 添河市博物馆 | 第五批   |
| 河南省 （43座）          | 周口华威民俗文化博物苑 | 第五批   |
| 河南省 （43座）          | 河南省鹿邑县长军古陶瓷博物馆 | 第五批   |
| 湖北省 （20座）          | 黄石市博物馆 | 第一批   |
| 湖北省 （20座）          | 十堰市博物馆 | 第二批   |
| 湖北省 （20座）          | 武当山博物馆 | 第二批   |
| 湖北省 （20座）          | 空降兵军史馆 | 第三批   |
| 湖北省 （20座）          | 湖北明清古建筑博物馆 | 第三批   |
| 湖北省 （20座）          | 黄冈市博物馆 | 第三批   |
| 湖北省 （20座）          | 江汉关博物馆（武汉国民政府旧址纪念馆、詹天佑故居博物馆）                                                                         | 第四批   |
| 湖北省 （20座）          | 武汉大禹文化博物馆 | 第四批   |
| 湖北省 （20座）          | 辛亥革命博物馆 | 第四批   |
| 湖北省 （20座）          | 中国地质大学逸夫博物馆 | 第四批   |
| 湖北省 （20座）          | 孝感市博物馆 | 第四批   |
| 湖北省 （20座）          | 咸宁市博物馆 | 第四批   |
| 湖北省 （20座）          | 荆门市博物馆 | 第五批   |
| 湖北省 （20座）          | 黄麻起义和鄂豫皖苏区革命纪念馆                                                                                                   | 第五批   |
| 湖北省 （20座）          | 华中农业大学博物馆 | 第五批   |
| 湖北省 （20座）          | 武汉中共中央机关旧址纪念馆 | 第五批   |
| 湖北省 （20座）          | 武汉大学万林艺术博物馆 | 第五批   |
| 湖北省 （20座）          | 房县博物馆 | 第五批   |
| 湖北省 （20座）          | 云梦县博物馆 | 第五批   |
| 湖北省 （20座）          | 巴东县博物馆 | 第五批   |
| 湖南省 （24座）          | 常德博物馆 | 第一批   |
| 湖南省 （24座）          | 彭德怀纪念馆 | 第一批   |
| 湖南省 （24座）          | 任弼时纪念馆 | 第一批   |
| 湖南省 （24座）          | 中国人民抗日战争胜利受降纪念馆                                                                                                   | 第一批   |
| 湖南省 （24座）          | 岳阳博物馆 | 第二批   |
| 湖南省 （24座）          | 郴州市博物馆 | 第三批   |
| 湖南省 （24座）          | 里耶古城（秦简）博物馆 | 第三批   |
| 湖南省 （24座）          | 湘潭市博物馆 | 第三批   |
| 湖南省 （24座）          | 益阳市博物馆 | 第三批   |
| 湖南省 （24座）          | 湖南党史陈列馆 | 第四批   |
| 湖南省 （24座）          | 隆平水稻博物馆 | 第四批   |
| 湖南省 （24座）          | 张家界市博物馆 | 第四批   |
| 湖南省 （24座）          | 常德市丁玲纪念馆 | 第四批   |
| 湖南省 （24座）          | 通道转兵纪念馆 | 第四批   |
| 湖南省 （24座）          | 湘西土家族苗族自治州博物馆 | 第四批   |
| 湖南省 （24座）          | 浏阳市博物馆 | 第五批   |
| 湖南省 （24座）          | 中国共产党长沙历史馆 | 第五批   |
| 湖南省 （24座）          | 宁乡市博物馆（炭河里青铜博物馆）                                                                                                 | 第五批   |
| 湖南省 （24座）          | 湖南省茶叶博物馆 | 第五批   |
| 湖南省 （24座）          | 湖南雷锋纪念馆 | 第五批   |
| 湖南省 （24座）          | 衡阳市博物馆 | 第五批   |
| 湖南省 （24座）          | 贺龙纪念馆 | 第五批   |
| 湖南省 （24座）          | 怀化市博物馆 | 第五批   |
| 湖南省 （24座）          | 会同县粟裕同志纪念馆 | 第五批   |
| 广东省 （49座）          | 珠海市博物馆 | 第一批   |
| 广东省 （49座）          | 东莞市博物馆 | 第一批   |
| 广东省 （49座）          | 番禺博物馆 | 第一批   |
| 广东省 （49座）          | 孙中山大元帅府纪念馆 | 第一批   |
| 广东省 （49座）          | 毛泽东同志主办农民运动讲习所旧址纪念馆                                                                                           | 第一批   |
| 广东省 （49座）          | 叶挺独立团团部旧址纪念馆（肇庆市博物馆）                                                                                         | 第一批   |
| 广东省 （49座）          | 潮州市博物馆 | 第二批   |
| 广东省 （49座）          | 东莞展览馆 | 第二批   |
| 广东省 （49座）          | 广东中医药博物馆 | 第二批   |
| 广东省 （49座）          | 惠州市博物馆 | 第二批   |
| 广东省 （49座）          | 韶关市博物馆 | 第二批   |
| 广东省 （49座）          | 云浮市博物馆 | 第二批   |
| 广东省 （49座）          | 中山大学生物博物馆 | 第二批   |
| 广东省 （49座）          | 南越王宫博物馆 | 第三批   |
| 广东省 （49座）          | 佛山市顺德区博物馆 | 第三批   |
| 广东省 （49座）          | 东莞市可园博物馆 | 第三批   |
| 广东省 （49座）          | 河源市博物馆 | 第三批   |
| 广东省 （49座）          | 广州鲁迅纪念馆 | 第四批   |
| 广东省 （49座）          | 粤剧艺术博物馆 | 第四批   |
| 广东省 （49座）          | 广州东方博物馆 | 第四批   |
| 广东省 （49座）          | 深圳望野博物馆 | 第四批   |
| 广东省 （49座）          | 汕头市博物馆 | 第四批   |
| 广东省 （49座）          | 佛山市南海区博物馆 | 第四批   |
| 广东省 （49座）          | 大埔县博物馆 | 第四批   |
| 广东省 （49座）          | 湛江市博物馆 | 第四批   |
| 广东省 （49座）          | 雷州市博物馆 | 第四批   |
| 广东省 （49座）          | 茂名市博物馆 | 第四批   |
| 广东省 （49座）          | 广东瑶族博物馆 | 第四批   |
| 广东省 （49座）          | 广州市天河区正佳自然科学博物馆                                                                                                   |          |
| 广东省 （49座）          | 南汉二陵博物馆（广州市文物考古研究院、海上丝绸之路（广州）文化遗产保护管理研究中心）                                             |          |
| 广东省 （49座）          | 广州海事博物馆（广州市黄埔区博物馆）                                                                                             |          |
| 广东省 （49座）          | 佛山市岭南金融博物馆 |          |
| 广东省 （49座）          | 广州市越秀区博物馆 |          |
| 广东省 （49座）          | 中国共产党第三次全国代表大会会址纪念馆                                                                                           |          |
| 广东省 （49座）          | 广州市增城区博物馆 |          |
| 广东省 （49座）          | 始兴县博物馆 |          |
| 广东省 （49座）          | 深圳市金石艺术博物馆 |          |
| 广东省 （49座）          | 佛山市禅城区石湾镇街道陶瓷博物馆 （广东石湾陶瓷博物馆）                                                                          |          |
| 广东省 （49座）          | 佛山市禅城区博物馆 |          |
| 广东省 （49座）          | 广东大观博物馆 |          |
| 广东省 （49座）          | 鹤山市博物馆 |          |
| 广东省 （49座）          | 肇庆市包公文化博物馆 |          |
| 广东省 （49座）          | 四会市博物馆 |          |
| 广东省 （49座）          | 叶剑英元帅纪念馆 |          |
| 广东省 （49座）          | 东莞市唯美陶瓷博物馆 |          |
| 广东省 （49座）          | 广东东江纵队纪念馆 |          |
| 广东省 （49座）          | 东莞市福木源紫檀博物馆 |          |
| 广东省 （49座）          | 中山市博物馆 |          |
| 广东省 （49座）          | 潮州市颐陶轩潮州窑博物馆 |          |
| 广西壮族自治区 （14座）  | 桂海碑林博物馆 | 第一批   |
| 广西壮族自治区 （14座）  | 柳州市博物馆 | 第一批   |
| 广西壮族自治区 （14座）  | 百色起义纪念馆 | 第一批   |
| 广西壮族自治区 （14座）  | 广西壮族自治区自然博物馆 | 第二批   |
| 广西壮族自治区 （14座）  | 梧州市博物馆 | 第三批   |
| 广西壮族自治区 （14座）  | 玉林市博物馆 | 第四批   |
| 广西壮族自治区 （14座）  | 崇左市壮族博物馆 | 第四批   |
| 广西壮族自治区 （14座）  | 南宁市顶狮山遗址博物馆 | 第五批   |
| 广西壮族自治区 （14座）  | 柳州市军事博物园（柳州抗日战争历史博物馆）                                                                                       | 第五批   |
| 广西壮族自治区 （14座）  | 柳州白莲洞洞穴科学博物馆 | 第五批   |
| 广西壮族自治区 （14座）  | 红军长征湘江战役纪念馆 | 第五批   |
| 广西壮族自治区 （14座）  | 防城港市博物馆 | 第五批   |
| 广西壮族自治区 （14座）  | 贵港市博物馆 | 第五批   |
| 广西壮族自治区 （14座）  | 来宾市博物馆 | 第五批   |
| 重庆市 （23座）          | 云阳县博物馆 | 第三批   |
| 重庆市 （23座）          | 巫山博物馆 | 第三批   |
| 重庆市 （23座）          | 永川博物馆（陈子庄艺术陈列馆）                                                                                                   | 第四批   |
| 重庆市 （23座）          | 铜梁区博物馆 | 第四批   |
| 重庆市 （23座）          | 奉节县夔州博物馆 | 第四批   |
| 重庆市 （23座）          | 重庆抗战遗址博物馆 | 第五批   |
| 重庆市 （23座）          | 忠州博物馆 | 第五批   |
| 重庆市 （23座）          | 重庆市万州区博物馆 | 第五批   |
| 重庆市 （23座）          | 重庆市涪陵区博物馆 | 第五批   |
| 重庆市 （23座）          | 重庆巴渝民间中医药博物馆 | 第五批   |
| 重庆市 （23座）          | 重庆市沙坪坝博物馆（重庆市沙坪坝巴蜀古代建筑博物馆）                                                                             | 第五批   |
| 重庆市 （23座）          | 重庆华岩佛教博物馆 | 第五批   |
| 重庆市 （23座）          | 重庆巴人博物馆 | 第五批   |
| 重庆市 （23座）          | 重庆市北耐区博物馆 | 第五批   |
| 重庆市 （23座）          | 纂江博物馆 | 第五批   |
| 重庆市 （23座）          | 重庆市万盛经济技术开发区博物馆                                                                                                   | 第五批   |
| 重庆市 （23座）          | 重庆市大足区红岩重型汽车博物馆                                                                                                   | 第五批   |
| 重庆市 （23座）          | 重庆巴渝民俗博物馆 | 第五批   |
| 重庆市 （23座）          | 重庆市江津区博物馆 | 第五批   |
| 重庆市 （23座）          | 重庆市江津区陈独秀旧居陈列馆 | 第五批   |
| 重庆市 （23座）          | 重庆市永川堃航博物馆 | 第五批   |
| 重庆市 （23座）          | 刘伯承同志纪念馆 | 第五批   |
| 重庆市 （23座）          | 重庆市开州博物馆 | 第五批   |
| 四川省 （33座）          | 成都永陵博物馆 | 第一批   |
| 四川省 （33座）          | 四川宋瓷博物馆 | 第一批   |
| 四川省 （33座）          | 新都杨升庵博物馆 | 第一批   |
| 四川省 （33座）          | 成都华希昆虫博物馆 | 第三批   |
| 四川省 （33座）          | 成都市青白江区博物馆 | 第四批   |
| 四川省 （33座）          | 成都市成华区拾野自然博物馆 | 第四批   |
| 四川省 （33座）          | 成都许燎源现代设计艺术博物馆 | 第四批   |
| 四川省 （33座）          | 崇州天演博物馆 | 第四批   |
| 四川省 （33座）          | 中国彩灯博物馆 | 第四批   |
| 四川省 （33座）          | 攀枝花中国三线建设博物馆 | 第四批   |
| 四川省 （33座）          | 四川泸县宋代石刻博物馆 | 第四批   |
| 四川省 （33座）          | 绵阳市博物馆 | 第四批   |
| 四川省 （33座）          | 江油市李白纪念馆 | 第四批   |
| 四川省 （33座）          | 达州市博物馆 | 第四批   |
| 四川省 （33座）          | 雅安市博物馆 | 第四批   |
| 四川省 （33座）          | 荥经县博物馆 | 第四批   |
| 四川省 （33座）          | 大邑县刘氏庄园博物馆 | 第五批   |
| 四川省 （33座）          | 成都三和老爷车博物馆 | 第五批   |
| 四川省 （33座）          | 成都川菜博物馆 | 第五批   |
| 四川省 （33座）          | 成都蜀锦织绣博物馆 | 第五批   |
| 四川省 （33座）          | 成都中医药大学博物馆 | 第五批   |
| 四川省 （33座）          | 成都立巢航空博物馆 | 第五批   |
| 四川省 （33座）          | 什邡市博物馆 | 第五批   |
| 四川省 （33座）          | 广元市博物馆 | 第五批   |
| 四川省 （33座）          | 青川县地震博物馆 | 第五批   |
| 四川省 （33座）          | 峨眉山博物馆 | 第五批   |
| 四川省 （33座）          | 宜宾市赵一曼纪念馆 | 第五批   |
| 四川省 （33座）          | 芦山县博物馆 | 第五批   |
| 四川省 （33座）          | 川陕革命根据地博物馆 | 第五批   |
| 四川省 （33座）          | 红四方面军总指挥部旧址纪念馆 | 第五批   |
| 四川省 （33座）          | 陈毅纪念馆 | 第五批   |
| 四川省 （33座）          | 茂县羌族博物馆 | 第五批   |
| 四川省 （33座）          | 甘孜藏族自治州民族博物馆 | 第五批   |
| 贵州省 （4座）           | 黔东南州博物馆 | 第二批   |
| 贵州省 （4座）           | 遵义市博物馆（贵州酒文化博物馆）                                                                                                 | 第四批   |
| 贵州省 （4座）           | 毕节市博物馆 | 第四批   |
| 贵州省 （4座）           | 贵州三线建设博物馆（六盘水市博物馆）                                                                                             | 第五批   |
| 云南省 （11座）          | 玉溪博物馆 | 第一批   |
| 云南省 （11座）          | 红河哈尼族彝族自治州博物馆 | 第一批   |
| 云南省 （11座）          | 楚雄彝族自治州博物馆 | 第一批   |
| 云南省 （11座）          | 大理白族自治州博物馆 | 第一批   |
| 云南省 （11座）          | 昆明动物博物馆 | 第一批   |
| 云南省 （11座）          | 曲靖市博物馆 | 第四批   |
| 云南省 （11座）          | 保山市博物馆 | 第四批   |
| 云南省 （11座）          | 昆明市晋宁区博物馆 | 第五批   |
| 云南省 （11座）          | 滇西抗战纪念馆 | 第五批   |
| 云南省 （11座）          | 丽江市博物院 | 第五批   |
| 云南省 （11座）          | 元谋县元谋人博物馆 | 第五批   |
| 西藏自治区 （1座）       | 西藏牦牛博物馆 | 第四批   |
| 陕西省 （29座）          | 昭陵博物馆 | 第一批   |
| 陕西省 （29座）          | 茂陵博物馆 | 第一批   |
| 陕西省 （29座）          | 耀州窑博物馆 | 第一批   |
| 陕西省 （29座）          | 西安事变纪念馆 | 第一批   |
| 陕西省 （29座）          | 八路军西安办事处纪念馆 | 第一批   |
| 陕西省 （29座）          | 安康博物馆 | 第三批   |
| 陕西省 （29座）          | 西北农林科技大学农林博物院 | 第三批   |
| 陕西省 （29座）          | 宝鸡市周原博物馆 | 第三批   |
| 陕西省 （29座）          | 西安曲江艺术博物馆 | 第四批   |
| 陕西省 （29座）          | 药王山博物馆 | 第四批   |
| 陕西省 （29座）          | 渭南市博物馆 | 第四批   |
| 陕西省 （29座）          | 铜川博物馆（铜川市考古研究所）                                                                                                   | 第五批   |
| 陕西省 （29座）          | 陕西中医药博物馆 | 第五批   |
| 陕西省 （29座）          | 延安义艺纪念馆 | 第五批   |
| 陕西省 （29座）          | 西安唐皇城墙含光门遗址博物馆 | 第五批   |
| 陕西省 （29座）          | 西安市水墨长安艺术博物馆 | 第五批   |
| 陕西省 （29座）          | 交大西迁博物馆 | 第五批   |
| 陕西省 （29座）          | 大明宫遗址博物馆 | 第五批   |
| 陕西省 （29座）          | 西安交通大学博物馆 | 第五批   |
| 陕西省 （29座）          | 西安市羊文化博物馆 | 第五批   |
| 陕西省 （29座）          | 西安秦砖汉瓦博物馆 | 第五批   |
| 陕西省 （29座）          | 陕西唐三彩艺术博物馆 | 第五批   |
| 陕西省 （29座）          | 眉县博物馆 | 第五批   |
| 陕西省 （29座）          | 咸阳清渭楼美术博物馆 | 第五批   |
| 陕西省 （29座）          | 西岳庙博物馆 | 第五批   |
| 陕西省 （29座）          | 韩城市梁带村芮国遗址博物馆 | 第五批   |
| 陕西省 （29座）          | 城固县博物馆 | 第五批   |
| 陕西省 （29座）          | 米脂县博物馆 | 第五批   |
| 陕西省 （29座）          | 绥德县革命历史纪念馆 | 第五批   |
| 甘肃省 （36座）          | 张掖市甘州区博物馆 | 第一批   |
| 甘肃省 （36座）          | 和政古动物化石博物馆 | 第二批   |
| 甘肃省 （36座）          | 临夏州博物馆 | 第二批   |
| 甘肃省 （36座）          | 白银市博物馆 | 第四批   |
| 甘肃省 （36座）          | 天水市麦积区博物馆 | 第四批   |
| 甘肃省 （36座）          | 酒泉市博物馆 | 第四批   |
| 甘肃省 （36座）          | 玉门市博物馆 | 第四批   |
| 甘肃省 （36座）          | 敦煌市博物馆 | 第四批   |
| 甘肃省 （36座）          | 灵台县博物馆 | 第四批   |
| 甘肃省 （36座）          | 庆阳市博物馆 | 第四批   |
| 甘肃省 （36座）          | 南梁革命纪念馆 | 第四批   |
| 甘肃省 （36座）          | 金昌市博物馆 | 第五批   |
| 甘肃省 （36座）          | 甘肃三木自行车博物馆 | 第五批   |
| 甘肃省 （36座）          | 嘉峪关长城博物馆 | 第五批   |
| 甘肃省 （36座）          | 会宁县博物馆 | 第五批   |
| 甘肃省 （36座）          | 大地湾博物馆（甘肃大地湾文物保护研究所）                                                                                         | 第五批   |
| 甘肃省 （36座）          | 张家川回族自治县博物馆 | 第五批   |
| 甘肃省 （36座）          | 天水民俗博物馆 | 第五批   |
| 甘肃省 （36座）          | 山丹县博物馆（艾黎捐赠文物陈列馆）                                                                                               | 第五批   |
| 甘肃省 （36座）          | 高台县博物馆 | 第五批   |
| 甘肃省 （36座）          | 张掖市博物馆 | 第五批   |
| 甘肃省 （36座）          | 张掖市甘州区西路军烈士纪念馆 | 第五批   |
| 甘肃省 （36座）          | 肃南裕固族自治县民族博物馆 | 第五批   |
| 甘肃省 （36座）          | 庄浪县博物馆 | 第五批   |
| 甘肃省 （36座）          | 华亭市博物馆 | 第五批   |
| 甘肃省 （36座）          | 敦煌市阳关博物馆 | 第五批   |
| 甘肃省 （36座）          | 金塔县博物馆 | 第五批   |
| 甘肃省 （36座）          | 阿克塞县哈萨克民族博物馆 | 第五批   |
| 甘肃省 （36座）          | 庆城县博物馆 | 第五批   |
| 甘肃省 （36座）          | 镇原县博物馆 | 第五批   |
| 甘肃省 （36座）          | 临洗县博物馆 | 第五批   |
| 甘肃省 （36座）          | 定西市博物馆 | 第五批   |
| 甘肃省 （36座）          | 渭源县博物馆 | 第五批   |
| 甘肃省 （36座）          | 甘肃省陇西县博物馆 | 第五批   |
| 甘肃省 （36座）          | 礼县博物馆 | 第五批   |
| 甘肃省 （36座）          | 广河县齐家文化博物馆 | 第五批   |
| 青海省 （3座）           | 中国青海柳湾彩陶博物馆 | 第三批   |
| 青海省 （3座）           | 湟中县博物馆 | 第四批   |
| 青海省 （3座）           | 青海省自然资源博物馆 | 第五批   |
| 宁夏回族自治区 （6座）   | 西北农耕博物馆 | 第三批   |
| 宁夏回族自治区 （6座）   | 银川世界岩画馆 | 第四批   |
| 宁夏回族自治区 （6座）   | 宁夏回族自治区地质博物馆 | 第四批   |
| 宁夏回族自治区 （6座）   | 隆德博物馆 | 第五批   |
| 宁夏回族自治区 （6座）   | 彭阳县博物馆 | 第五批   |
| 宁夏回族自治区 （6座）   | 中卫市博物馆 | 第五批   |
| 新疆维吾尔自治区 （7座） | 新疆兵团军垦博物馆 | 第一批   |
| 新疆维吾尔自治区 （7座） | 巴音郭楞蒙古自治州博物馆 | 第三批   |
| 新疆维吾尔自治区 （7座） | 阿克苏地区博物馆 | 第四批   |
| 新疆维吾尔自治区 （7座） | 克拉玛依市文博院（展览馆） | 第五批   |
| 新疆维吾尔自治区 （7座） | 喀什地区博物馆 | 第五批   |
| 新疆维吾尔自治区 （7座） | 和田地区博物馆 | 第五批   |
| 新疆维吾尔自治区 （7座） | 伊犁哈萨克自治州博物馆 | 第五批   |
| 新疆生产建设兵团（1家）  | 第六师五家渠市军垦博物馆 | 第五批   |

1. ↑  不包含已升为国家一级博物馆的博物馆